# The SMU
The SMU ist eine deutsche Rockband, die 2005 gegründet wurde. Die Band beschreibt ihre Musik als Disco Rock.

## Geschichte
Die Band brachte 2005 ihr Debütalbum DiscoRock im Eigenvertrieb heraus. 2005 und 2006 trat sie bei Festivals und in Clubs in Deutschland, Belgien und in den Niederlanden auf. 2007 unternahm sie ihre erste China-Tournee mit Auftritten in Ningbo, Shanghai und Hangzhou. Dabei traten sie in Fußballstadien auf und hatten zwei Fernsehauftritte. Im selben Jahr veröffentlichte der Filmemacher Holger Meyer einen Road Movie über die Band.
2008 folgte die zweite China-Tournee mit über 40 Auftritten in einem Monat, darunter Auftritte bei CRI, Beijing TV, im Grand Theatre Ningbo und im Olympia Park Beijing als offizieller Vertreter der Stadt Köln während der Olympischen Spiele, sowie auf der Open-Air-Bühne von Coca-Cola in Beijing. Die Band produzierte zwei Singles exklusiv für den chinesischen Markt. In den beiden Songs besingen sie chinesische Städte: „Beijing“ und „Ningbo“.